# Aljaksandr Dzegcjaroŭ
Aljaksandr Jur'evič Dzegcjaroŭ (in bielorusso Аляксандр Юр'евіч Дзегцяроў?; Vicebsk, 20 marzo 1986) è un ex calciatore bielorusso, di ruolo centrocampista.

## Carriera

### Club
Ha giocato nella massima serie bielorussa.